# فرشته ویرانگر و اهریمن شیطانی که عیاشی افراد شرور و افراطی را به هم می‌زنند

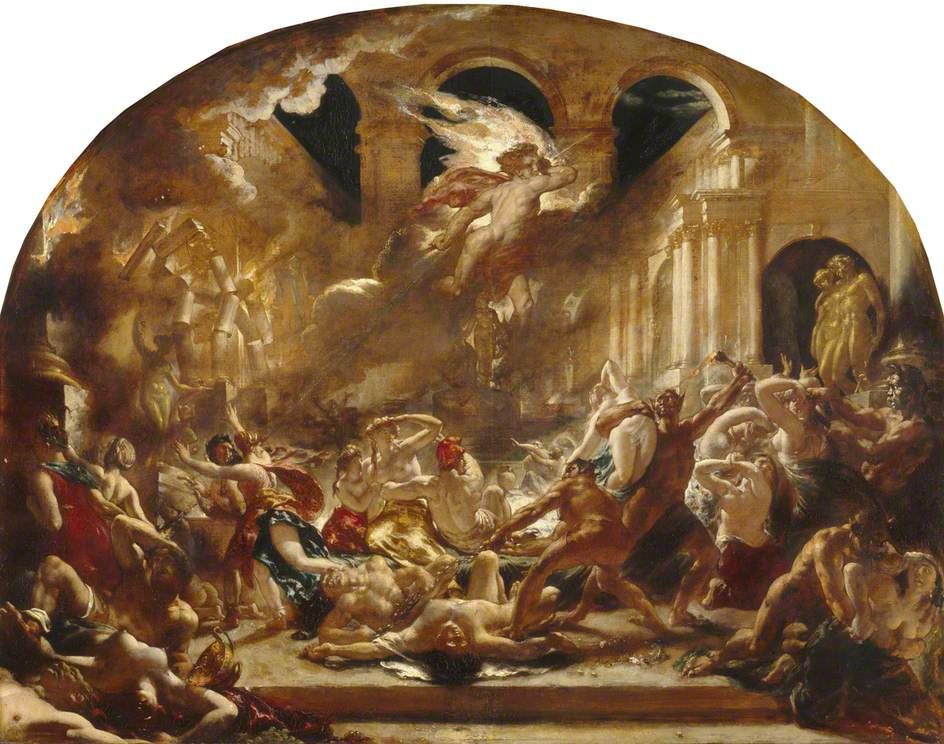
فرشته ویرانگر و اهریمن شیطانی که عیاشی افراد شرور و افراطی را به هم می‌زنند

فرشته ویرانگر و اهریمن شیطانی که عیاشی افراد شرور و افراطی را به هم می‌زنند (به انگلیسی: The Destroying Angel and Daemons of Evil Interrupting the Orgies of the Vicious and Intemperate)، همچنین به عنوان فرشته ویرانگر و اهریمن که انتقام الهی را بر شروران و افراط‌گرایان تحمیل می کنند (به انگلیسی: The Destroying Angel and Daemons Inflicting Divine Vengeance on the Wicked and Intemperate)و به عنوان تخریب معبد فساد(به انگلیسی: The Destruction of the Temple of Vice)، نیز شناخته می شود. نقاشی رنگ روغن روی بوم توسط هنرمند انگلیسی ویلیام اتی، اولین بار در سال ۱۸۳۲ به نمایش گذاشته شد. اتی با نقاشی های برهنه معروف شده بود و به دلیل بی مزه بودن، بی حیایی و فقدان خلاقیت شهرت پیدا کرده بود. با فرشته ویرانگر او امیدوار بود که منتقدان خود را با یک قطعه آشکارا اخلاقی رد کند. نقاشی ۱۲۷.۸ سانتی متر در ۱۰۱.۹سانتی متر (۵۰×۴۰) و معبدی کلاسیک را در معرض حمله یک فرشته ویرانگر و گروهی از شیاطین به تصویر می کشد. برخی از انسان ها مرده یا بیهوش به نظر می رسند، برخی دیگر فرار می کنند یا با شیاطین مبارزه می کنند.